# Europäisches Olympisches Winter-Jugendfestival 2011/Skispringen
Beim Europäischen Olympischen Winter-Jugendfestival 2011 im tschechischen Liberec wurden zwei Wettbewerbe im Skispringen ausgetragen. Austragungsort war die Ještěd-Normalschanze. Das erste inoffizielle Training fand bereits am 13. Februar statt, ehe die letzten Sprünge im Rahmen des Teamwettbewerbs am 17. Februar abgehalten wurden.

## Teilnehmer
Es nahmen 58 Athleten aus 16 Nationen am Skisprung-Wettbewerb des Europäischen Olympischen Winter-Jugendfestivals 2011 teil:
| Nation      | Anzahl | Athleten                                                                                        |
| ----------- | ------ | ----------------------------------------------------------------------------------------------- |
| Tschechien  | 4      | David Bartoš, Vít Háček, Tomáš Friedrich, Vojtěch Štursa                                        |
| Bulgarien   | 1      | Dejan Funtarow                                                                                  |
| Deutschland | 4      | Michael Herrmann, Florian Menz, Ludwig Pohle, Michael Zachrau                                   |
| Finnland    | 4      | Juho Ojala, Jarkko Määttä, Miika Taskinen, Miika Ylipulli                                       |
| Frankreich  | 4      | Julien Faivre Rampant, Sacha Gardet, Benjamin Raffort, Anthony Robert                           |
| Italien     | 4      | Raffaele Buzzi, Federico Cecon, Zeno Di Leonardo, Giacomo Marcocig                              |
| Niederlande | 4      | Lars Antonissen, Rico de Jong, Ruben de Wit, Oldrik van der Aalst                               |
| Norwegen    | 4      | Mats Søhagen Berggaard, Hans Petter Høgenes Bergquist, Alexander Henningsen, Daniel-André Tande |
| Österreich  | 4      | Marco Aberger, Florian Gugg, Stefan Huber, Ulrich Wohlgenannt                                   |
| Polen       | 4      | Krzysztof Biegun, Mateusz Kojzar, Klemens Murańka, Aleksander Zniszczoł                         |
| Rumänien    | 4      | Sabin Corboş, Szilveszter Fulop, Silard Gal, Adrian Vornicu                                     |
| Russland    | 5      | Michail Nasarow, Jewgeni Klimow, Jurij Samsonow, Anton Schirokow, Ildar Walitow                 |
| Schweiz     | 4      | Luca Egloff, Bjoern Fischer, Killian Peier, Andreas Schuler                                     |
| Slowenien   | 4      | David Grm, Jaka Kosec, Urban Sušnik, Aljaž Vodan                                                |
| Türkei      | 1      | Faik Yüksel                                                                                     |
| Ukraine     | 2      | Serhij Maksymchuk, Andrij Klymtschuk                                                            |
| Ungarn      | 1      | Ákos Szilágyi                                                                                   |

## Übersicht
| Medaillen        | Medaillen         | Medaillen                                                                 | Medaillen                                                      | Medaillen                                                             |
| ---------------- | ----------------- | ------------------------------------------------------------------------- | -------------------------------------------------------------- | --------------------------------------------------------------------- |
| Datum            | Disziplin         | Erster Platz                                                              | Zweiter Platz                                                  | Dritter Platz                                                         |
| 15. Februar 2011 | Jungen Einzel     | Jarkko Määttä                                                             | Ulrich Wohlgenannt                                             | Mats Søhagen Berggaard                                                |
| 17. Februar 2011 | Jungen Mannschaft | PolenKrzysztof Biegun Mateusz Kojzar Aleksander Zniszczoł Klemens Murańka | FinnlandMiika Ylipulli Miika Taskinen Juho Ojala Jarkko Määttä | DeutschlandMichael Herrmann Ludwig Pohle Michael Zachrau Florian Menz |

## Ergebnisse

### Einzelspringen
| Platz | Land | Athlet                 | Weite 1 | Weite 2 | Punkte |
| ----- | ---- | ---------------------- | ------- | ------- | ------ |
| 1     | FIN  | Jarkko Määttä          | 107,0   | 103,0   | 294,5  |
| 2     | AUT  | Ulrich Wohlgenannt     | 096,5   | 102,0   | 268,5  |
| 3     | NOR  | Mats Søhagen Berggaard | 097,0   | 097,0   | 261,0  |
| 4     | POL  | Klemens Murańka        | 101,5   | 091,5   | 256,0  |
|       | NOR  | Daniel-André Tande     | 095,0   | 097,0   | 256,0  |
| 6     | SLO  | Jaka Kosec             | 095,0   | 097,0   | 253,5  |
| 7     | POL  | Aleksander Zniszczoł   | 093,0   | 095,5   | 246,0  |
| 8     | AUT  | Florian Gugg           | 102,0   | 084,5   | 238,5  |
| 9     | SLO  | Urban Sušnik           | 099,0   | 086,0   | 237,5  |
| 10    | GER  | Florian Menz           | 094,0   | 090,5   | 235,5  |
| …     | …    | 0 …                    | … 0     | … 0     | … 0    |
| 12    | SUI  | Killian Peier          | 091,5   | 091,0   | 230,5  |
| 14    | AUT  | Marco Aberger          | 089,0   | 090,0   | 224,5  |
| 15    | GER  | Michael Zachrau        | 091,0   | 087,0   | 223,0  |
| 16    | SUI  | Luca Egloff            | 092,5   | 084,5   | 219,5  |
| 17    | GER  | Michael Herrmann       | 092,0   | 084,0   | 218,0  |
| 20    | GER  | Ludwig Pohle           | 091,0   | 083,5   | 214,0  |
| 37    | SUI  | Andreas Schuler        | 076,0   | –       | 081,5  |
| 42    | SUI  | Bjoern Fischer         | 069,5   | –       | 067,0  |
| DSQ   | AUT  | Stefan Huber           | –       | –       | –      |

Datum: 15. Februar 2011, 18:00 Uhr MEZ

### Teamspringen
| Platz | Land                                                                       | Weiten (m)                                              | Punkte                        |
| ----- | -------------------------------------------------------------------------- | ------------------------------------------------------- | ----------------------------- |
| 1     | Polen Krzysztof Biegun Mateusz Kojzar Aleksander Zniszczoł Klemens Murańka | 094,0 / 084,0 087,0 / 080,0 096,0 / 093,0 098,0 / 092,5 | 913,5 220,5 195,0 246,5 251,5 |
| 2     | Finnland Miika Ylipulli Miika Taskinen Juho Ojala Jarkko Määttä            | 100,0 / 083,5 086,0 / 071,5 094,0 / 090,0 103,0 / 098,0 | 913,0 232,5 174,0 235,5 271,0 |
| 3     | Deutschland Michael Herrmann Ludwig Pohle Michael Zachrau Florian Menz     | 090,5 / 090,5 087,5 / 088,0 090,0 / 089,0 092,5 / 091,5 | 902,5 228,5 216,0 224,0 234,0 |
| 4     | Österreich Florian Gugg Marco Aberger Stefan Huber Ulrich Wohlgenannt      | 082,5 / 084,5 092,0 / 089,0 088,5 / 086,0 102,0 / 092,5 | 898,5 196,0 227,5 214,5 260,5 |
| 5     | Slowenien Urban Sušnik Aljaž Vodan David Grm Jaka Kosec                    | 090,0 / 088,0 088,5 / 082,5 087,0 / 083,5 092,0 / 084,5 | 846,5 220,0 205,5 203,5 217,5 |
| ...   |                                                                            |                                                         |                               |
| 10    | Schweiz Luca Egloff Andreas Schuler Bjoern Fischer Killian Peier           | 084,5 / – 074,5 / – 080,0 / – 090,0 / –                 | 379,5 100,0 077,5 089,5 112,5 |

Datum: 17. Februar 2011, 18:03 Uhr MEZ